# Helianthemum rigualii
Helianthemum rigualii är en solvändeväxtart som beskrevs av Manuel Benito Crespo, J.C.Cristóbal. Helianthemum rigualii ingår i släktet solvändor, och familjen solvändeväxter. Inga underarter finns listade i Catalogue of Life.